# Birger Eklund

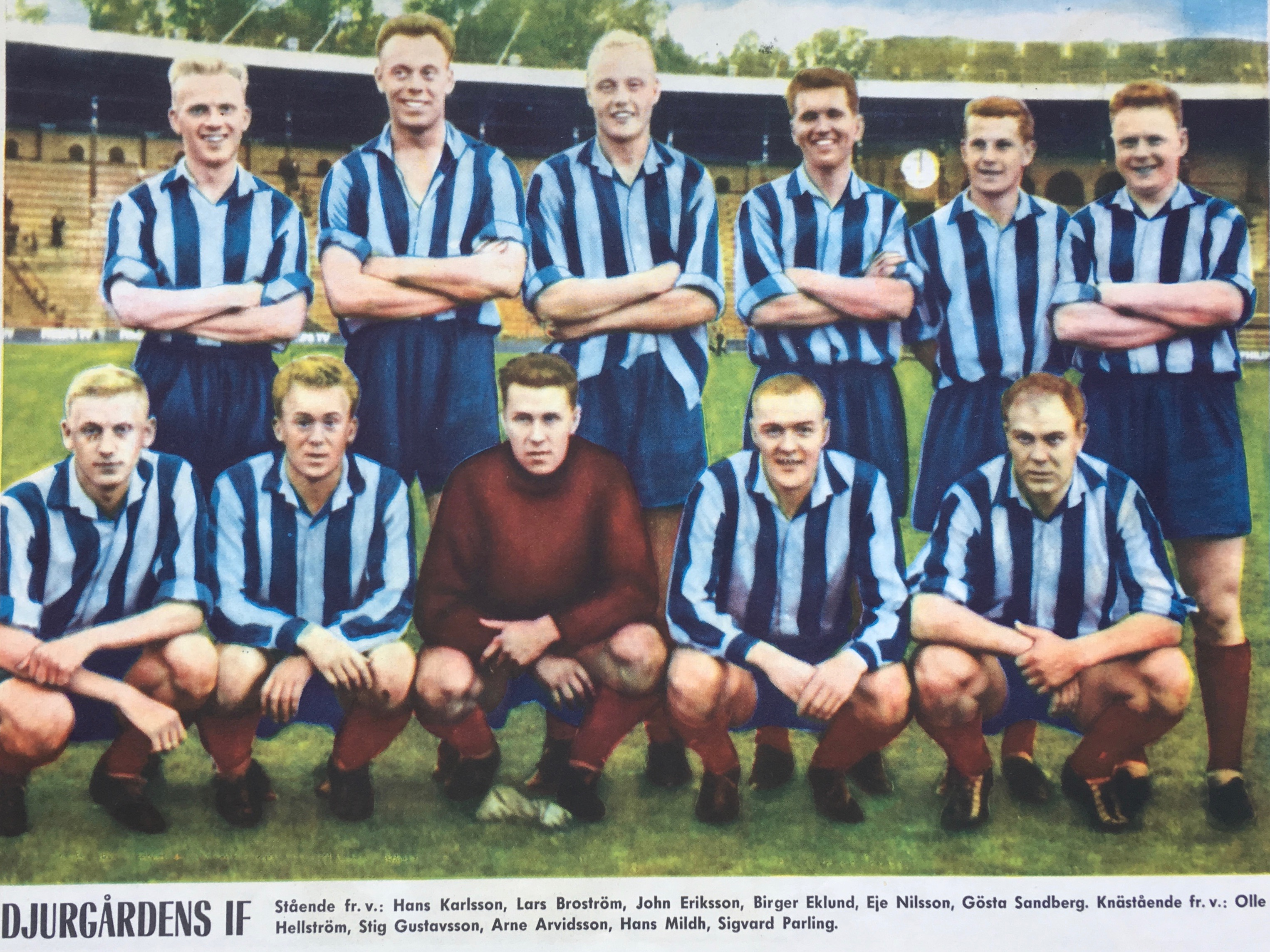
Birger Eklund, står som fjärde man från vänster på detta foto på guldlaget från 1959.

Erik Birger "Birre" Eklund, född 22 oktober 1929, i Engelbrekts församling, Stockholm,  död 6 december 2015 i Västerleds församling, Stockholm, var en svensk fotbollsspelare. Han kom till DIF 1950 från Spånga. Efter att ha gått tillbaka till moderklubben under ett par år etablerade sig sedan "Birre" i DIF säsongen 1952/53. 
Han spelade 128 allsvenska matcher för Djurgården, blev svensk mästare 1955 och 1959 och gjorde 38 mål. Med sin fina teknik omnämndes han bland annat som ”navet som smorde järnkaminerna” där tunga namn som Gösta "Knivsta" Sandberg, Sigge Parling och John "Jompa" Eriksson fanns bland lagkamraterna. Birger Eklund gjorde även två landskamper för Sverige. Han är begravd på Görvälns griftegård.